# Isca Augusta

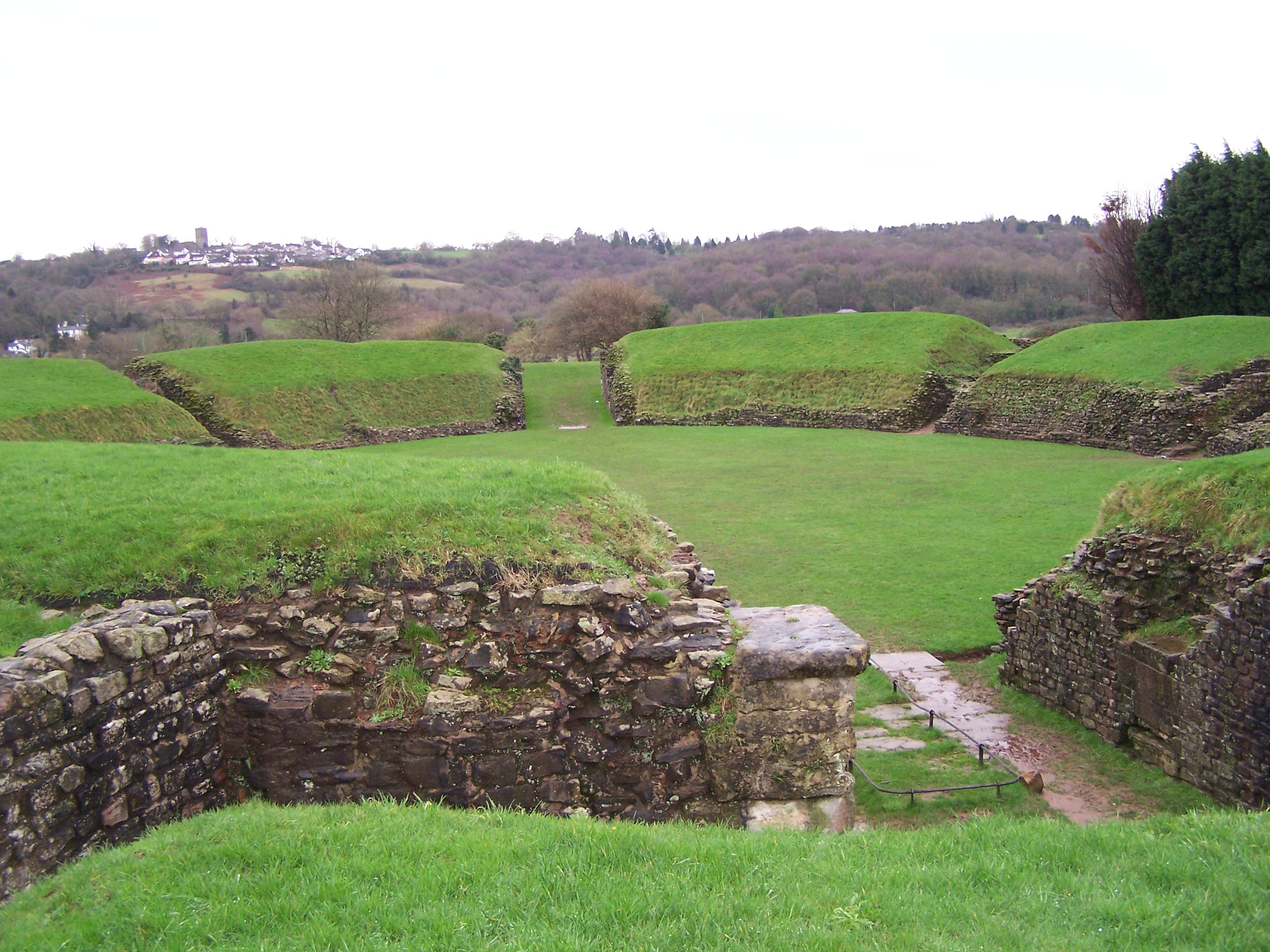
Resti dell'anfiteatro di Isca.

Isca Augusta (o Isca Silurum) era un'antica fortezza romana nell'attuale Galles meridionale; la città sorgeva sotto l'attuale Caerleon, non lontana da Newport.

## Nome
Il nome Isca in britannico significava acqua (vedi anche l'irlandese moderno uisce), e si riferiva alle acque dell'attuale fiume Usk. Il nome Augusta appare nella cosmografia ravennate e le derivava dalla presenza della II Legione Augusta. Era anche conosciuta come Isca Silurum perché sorgeva sul territorio dei Siluri e per distinguerla dall'omonima Isca Dumnoniorum. L'attuale nome di Caerleon viene dal gallese, lingua in cui significa forte delle legioni.

## Fortezza
Isca divenne sede della II Legione Augusta attorno al 75 d.C., quando il governatore romano Sesto Giulio Frontino intraprese la conquista del Galles del sud. Venne edificato un primo forte in legno a vie perpendicolari con tanto di quartier generale (principia), residenza del legato, del tribuno militare, ospedale, terme, botteghe, baraccamenti, granai ed un anfiteatro.
Attorno al 120 vennero rimosse delle vexillationes, ossia dei distaccamenti della Legione, per cui Isca perse importanza militare. Nel 190 Settimio Severo fece ricostruire gli edifici abbandonati e riportò la Legione al completo, poiché aveva subito forti perdite sul continente. Sotto Caracalla (fine del II secolo d.C.) vennero riedificati la porta sudoccidentale, l'anfiteatro e gli alloggi dei legionari, mentre negli anni successivi la legione venne forse spostata per soccorrere gli imperatori durante le guerre civili del tardo III secolo. Mentre la legione era assente una squadra di operai si occupava della manutenzione delle strutture, ma nel III secolo d.C. gli usurpatori dell'impero Carausio e Allecto fecero demolire la fortezza. La città di Isca continuò a svilupparsi indipendentemente, mentre la basilica e le terme vennero usate come recinti per animali.
Alcuni scavi recenti dimostrerebbero che la presenza dell'esercito romano, sebbene esigua, ci fu fino al 380.

## Martiri cristiani
Secondo Gildas e poi Beda, Isca fu il luogo in cui vennero uccisi due dei primi martiri di Britannia, Aronne e Giulio, presumibilmente all'epoca di Diocleziano, attorno al 304. All'epoca Deva era già chiamata la Città delle legioni, oggi identificata con Caerleon grazie alla presenza di due chiese dedicate ai santi.

## Anfiteatro
A causa della sua forma arrotondata, alcune tradizioni locali volevano in esso la sede della Tavola rotonda di Artù. Nel 1926 Victor Erle Nash-Williams cominciò gli scavi del monumento, i quali dimostrarono che fu edificato attorno al 90 d.C. e ricostruito due volte nei due secoli successivi. L'arena aveva otto ingressi e poteva ospitare circa 6.000 spettatori.
.

## Resti

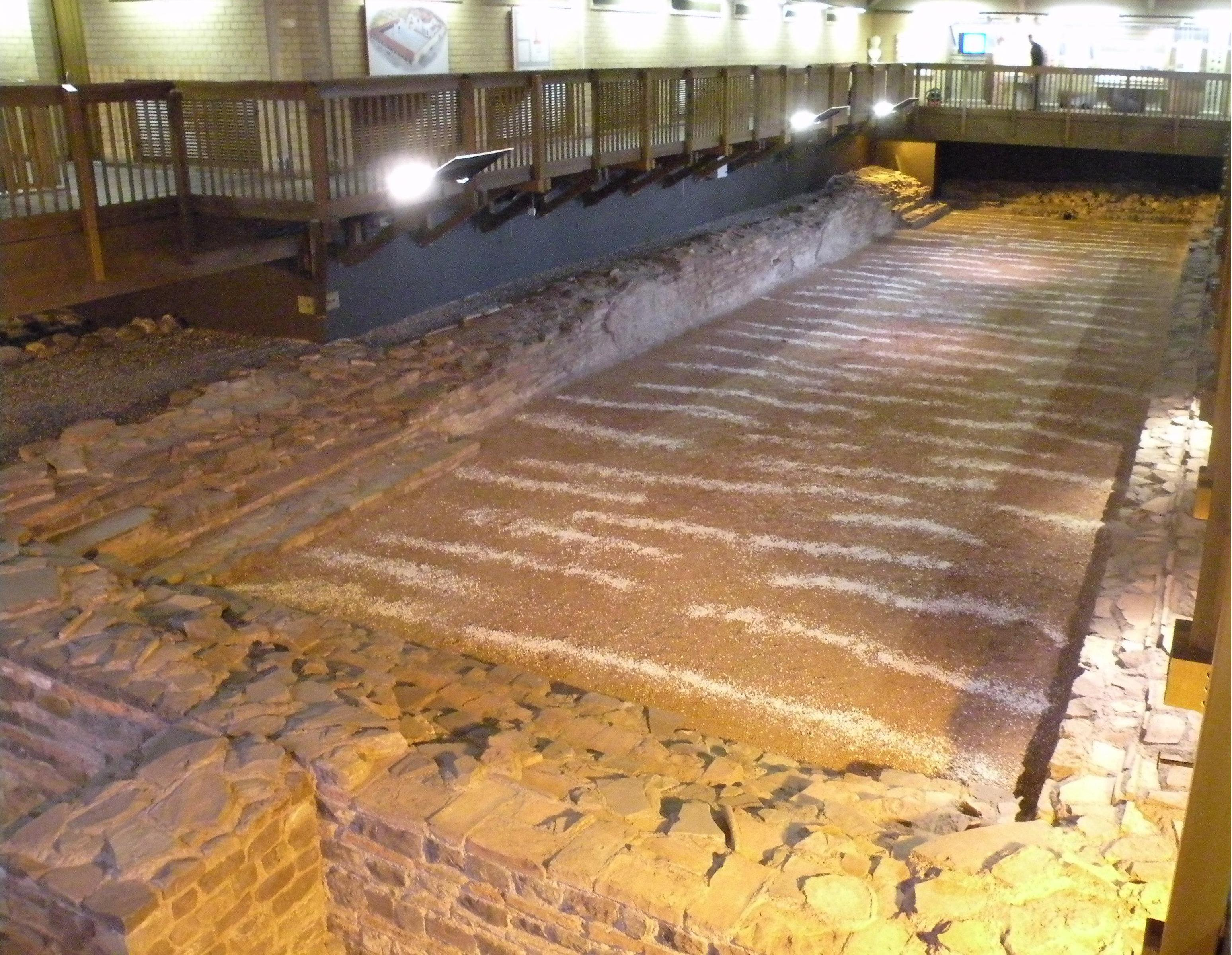
Bagno romano

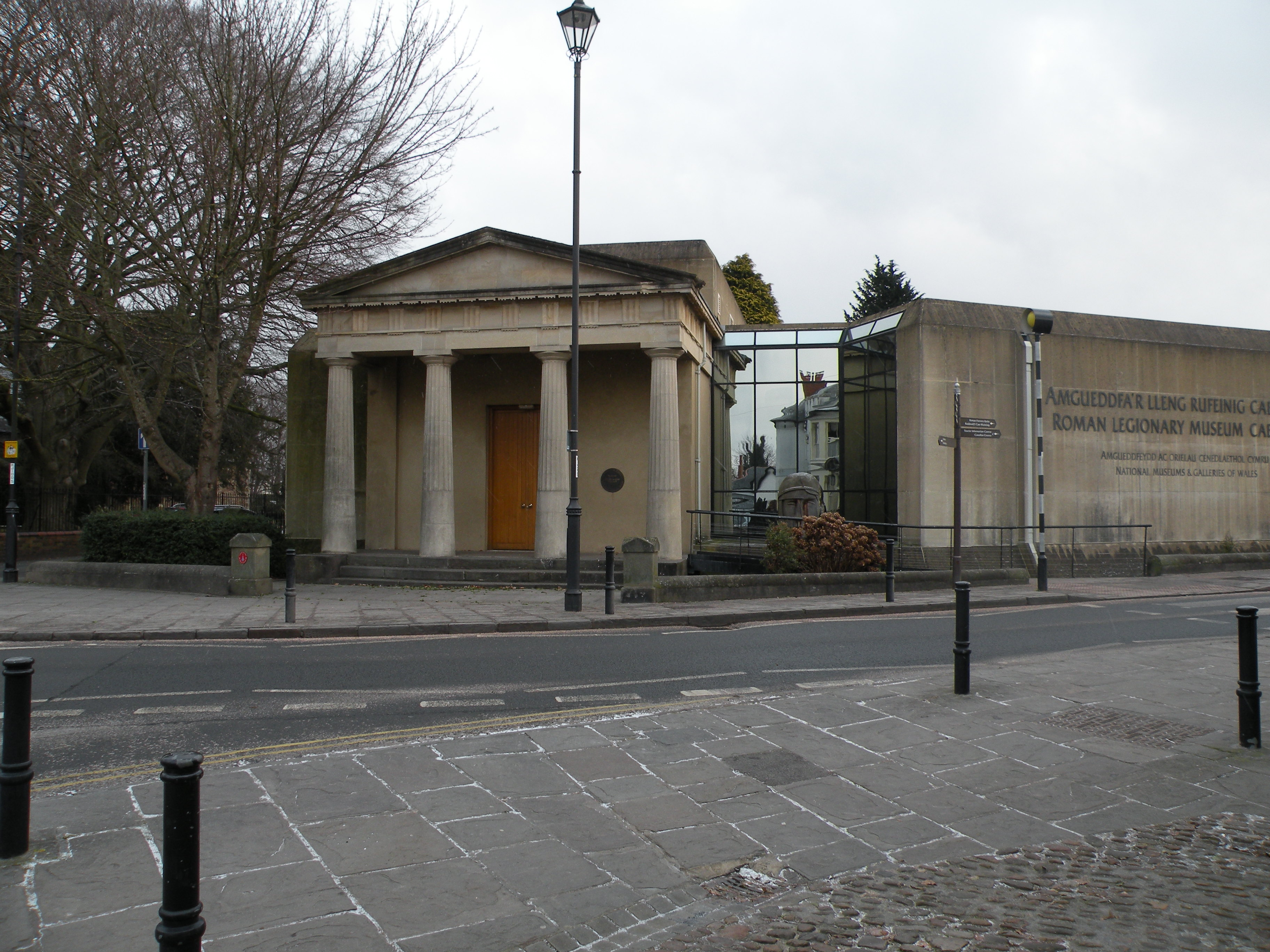
Il Museo Nazionale della Legione Romana

A Caerleon sono visibili molti degli edifici romani.
La Cadw amministra:
- L'anfiteatro militare, uno dei maggiori di Britannia
- Parte dei bagni militari con il Museo dei Bagni Romani
- Baraccamenti del Prysg Field, gli unici alloggiamenti legionari romani ancora visibili in Europa
- Il vallo, che è alto nei punti meglio conservati, circa 4 metri.
- Il Museo Nazionale della Legione Romana, che espone i manufatti ritrovati durante gli scavi.